# Črenšovci
Črenšovci este o localitate din comuna Črenšovci, Slovenia, cu o populație de 1.181 de locuitori.